# Cristian Jiménez
Cristian Alexander Jiménez Martínez (ur. 26 kwietnia 1995 w mieście Gwatemala) – gwatemalski piłkarz występujący na pozycji prawego obrońcy, reprezentant Gwatemali, od 2024 roku zawodnik Municipalu.